# Park Sielecki w Warszawie
Park Sielecki – park miejski w Warszawie, znajdujący się na osiedlu Sielce na Mokotowie.

## Opis
Park jest położony na osi północ-południe, między ulicami Hańczy i Jazgarzewską. Stanowi pozostałość po ogrodzie angielskim będącym częścią dawnego folwarku Sielce.
Na jego terenie znajduje się Jezioro Sieleckie.